# 네크로포비아
네크로포비아(necrophobia) 또는 시체 공포증(屍體恐怖症)는 죽음에 관련된 모든 것에 대한 공포를 느끼는 단순공포증이다. 이 용어는 시체를 뜻하는 그리스어 낱말 νεκρός과 두려움을 뜻하는 그리스어 낱말 φόβος에서 비롯한다.

## 죽음불안
죽음불안(Death anxiety)이란, 죽음에 대한 공포를 끊임없이 비정상적으로, 병적으로 느끼는 것을 말한다. 영국 국민 건강 보험에서는 사람들이 죽음의 과정을 생각하거나 사후에 생각할 때 느끼는 두려움, 불안감, 초조함을 죽음불안이라고 정의를 내리고 있다 또한 죽음불안은 사망공포증 또는 시체공포증이라고 불리기도 한다.노인들에게서 주로 나타나는 낮은 자부심이나, 많은 신체적 결함과, 정신적 문제들이 죽음불안에 대해 더 높은 수치를 나타내고 있다.

#### 종교와 죽음불안
모리스(Gareth J. Morris)와 맥애디(Tina McAdie)는 종교에 따라서 죽음불안을 느끼는 데에 차이가 있는지 알아내기 위해서 실험을 실시하였다.
실험에는 63명의 기독교인들과, 18명의 이슬람교인들, 54명의 무신자들을 데리고 설문조사를 실시하였다. 설문조사에서는 그들이 느끼는 죽음불안 정도가 얼마만큼인지 리커트 눈금을 사용하도록 하였다. 리커트 눈금은 검사에 사용되며 수치가 매겨진 눈금, 크기가 검사에 따라 다양하다. 이 실험에서는 0부터 7까지의 눈금이 사용되었으며 0이 죽음불안을 느끼는 가장 낮은 수치이며 7이 가장 높게 느끼는 수치이다. 설문지에서는 눈금을 표시한 뒤 왜 그렇게 느끼는 지에 대해서 적도록 하였다. 실험 결과, 기독교인들이 죽음불안에 대해 가장 낮게 느끼고 있었으며, 이슬람교인들은 죽음불안을 느끼는 정도가 매우 높게 나왔다. 오히려 무신자들이 이슬람교인들보다 죽음불안에 대해 덜 느끼는 것으로 나왔다.

## 같이 보기
- 공포증 목록
- 죽음불안